# Холодный катод

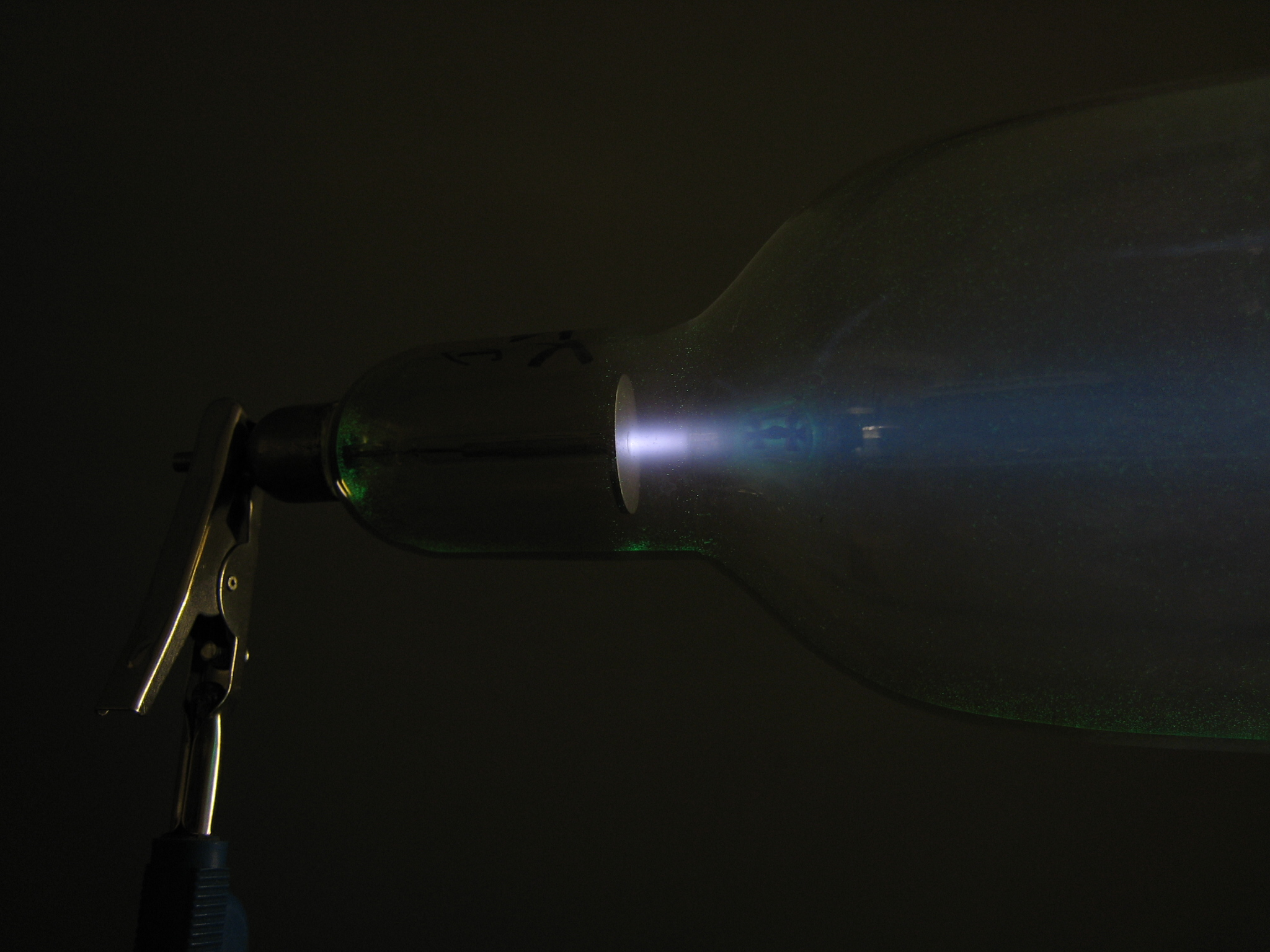
Катод учебной трубки Крукса в работе

Холодный катод (автоэмиссионный или острийный катод) — эмиттер свободных электронов, работающий на основе явления автоэлектронной эмиссии, функциональный элемент многих приборов в микроэлектронике. Название исходит из того, что предварительно катод специально не нагревается (но всё же во время работы лампы такой катод может нагреваться до таких же температур, что и нагреваемый).

## История
Именно холодный катод использовался во многих ранних газоразрядных приборах, и в частности в трубке Крукса и основанных на ней ранних рентгеновских трубках. Для возникновения эмиссии электронов требовалось, чтобы катод бомбардировался ионами газа, в результате чего возникал разряд Таунсенда. Это требование вступало в противоречие с тем, что для работы рентгеновского аппарата требовалось достаточно большое разрежение в колбе, чтобы за время пролёта от катода к аноду как можно меньше электродов соударялись с ионами газа, теряя энергию. При низком давлении остатки газа быстро поглощались материалом катода и разряд больше не возникал. Чтобы поддерживать постоянное давление, в трубки устанавливали дозаторы газа — так называемые «смягчители» вакуума. В 1904 году был изобретён электровакуумный диод, позже явление термоэлектронной эмиссии стали использовать и в рентгеновских трубках, позволило отказаться от холодных катодов и на какое-то время интерес к ним снизился. В основном, холодный катод применялся в газосветных трубках и неоновых лампах.

## Технология
Исходными материалами для создания автокатодов в первую очередь служат тугоплавкие металлы (вольфрам, молибден, рений, платина), а также металлы переходных групп (хром, ниобий, гафний), часто к этим металлам добавляется оксид тория (особенно в дуговых ксеноновых лампах) для снижения работы выхода и создания начальной ионизации в газовой среде. В автоэмиссионных газоразрядных приборах обычно катод легируется торием, используются смеси Пеннинга, также добавляется небольшое количество криптона-85 в рабочую смесь газов. Холоднокатодный тиратрон МТХ-90 имеет холодный катод, покрытый цезием, благодаря чему при освещении тиратрона естественным или искусственным светом начальные электроны излучаются с катода благодаря фотоэлектронной эмиссии. Бесчисленное множество вариантов для создания автокатодов дают полупроводниковые материалы. Однако автокатоды из таких материалов не могут работать длительное время в условиях серийных приборов, так как происходит разрушение микровыступов, определяющих автоэмиссию с рабочей поверхности катода. В 1970-х годах появились первые сообщения об эмиссионных свойствах углеродных материалов (в основном углеродные волокна). Дальнейшие исследования показали принципиальную перспективность таких материалов.

## Преимущества
Преимуществами автоэмиссионных катодов, по сравнению с другими видами источников свободных электронов, являются:
- малая чувствительность к внешней радиации;
- устойчивость к колебаниям температуры;
- отсутствие накала;
- высокая плотность тока автоэмиссии;
- безынерционность;
- экспоненциально высокая крутизна вольт-амперных характеристик.

## Применение
Совокупность вышеуказанных свойств обуславливает перспективность использования автокатодов в различных электронных приборах, таких как электронно-лучевые приборы, плоские дисплейные экраны, катодолюминесцентные источники света и так далее.
Используется в устройстве некоторых газоразрядных ламп, вакуумных либо заполненных газом светящихся трубок «с холодным катодом» (CCFL, англ. Cold Cathode Fluorescent Lamp).